# Breivik (Finnmark)
Breivik ist ein Fischerdorf in der norwegischen Kommune Hasvik im Fylke Finnmark. Es liegt auf halber Strecke zwischen Sørvær und Breivikbotn am westlichen Ende der Insel Sørøya, an der Küste des Lopphavet. Das Dorf liegt am Fylkesvei 882.